# (525729) 2005 RQ43
(525729) 2005 RQ43, também escrito como 2005 RQ43, é um objeto transnetuniano que está localizado no Cinturão de Kuiper, uma região do Sistema Solar. Ele possui uma magnitude absoluta de 6,5 e tem um diâmetro estimado com 211 km. O astrônomo Mike Brown lista este corpo celeste em sua página na internet como um candidato a possível planeta anão.

## Descoberta
(525729) 2005 RQ43 foi descoberto no dia 9 de setembro de 2005 pelos astrônomos A. C. Becker, A. W. Puckett e J. Kubica.

## Órbita
A órbita de (525729) 2005 RQ43 tem uma excentricidade de 0,092 e possui um semieixo maior de 41,271 UA. O seu periélio leva o mesmo a uma distância de 37,460 UA em relação ao Sol e seu afélio a 45,081 UA.